# سیارک ۲۱۴۹۱۱
سیارک ۲۱۴۹۱۱ (به انگلیسی: 214911 Viehboeck، نامگذاری:2007TM184) دویست و چهارده هزار و نهصد و یازدهمین سیارک کشف شده‌است که در ۱۱ اکتبر ۲۰۰۷ کشف شد.